# Лансон (Верхние Пиренеи)
Лансо́н (фр. и окс. Lançon) — коммуна во Франции, находится в регионе Юг — Пиренеи. Департамент — Верхние Пиренеи. Входит в состав кантона Арро. Округ коммуны — Баньер-де-Бигор.
Код INSEE коммуны — 65255.

## География
Коммуна расположена приблизительно в 690 км к югу от Парижа, в 120 км юго-западнее Тулузы, в 50 км к юго-востоку от Тарба.
Большую часть территории коммуны занимают леса.

## Климат
Климат умеренно-океанический с солнечной тёплой погодой и обильными осадками на протяжении практически всего года.

## Население
Население коммуны на 2010 год составляло 35 человек.
| 1962 | 1968 | 1975 | 1982 | 1990 | 1999 | 2010 |
| ---- | ---- | ---- | ---- | ---- | ---- | ---- |
| 20   | 18   | 19   | 27   | 31   | 30   | 35   |

## Администрация
| Период | Период | Фамилия     | Партия | Примечания |
| ------ | ------ | ----------- | ------ | ---------- |
| 2001   | 2014   | Андре Даран |        |            |
| 2014   | 2020   | Эрик Ге     |        |            |

## Экономика
В 2010 году среди 21 человека трудоспособного возраста (15-64 лет) 17 были экономически активными, 4 — неактивными (показатель активности — 81,0 %, в 1999 году было 68,2 %). Из 17 активных жителей работали 17 человек (10 мужчин и 7 женщин), безработных не было. Среди 4 неактивных 2 человека были учениками или студентами, 1 — пенсионером, 1 был неактивным по другим причинам.

## Достопримечательности
- Церковь Св. Евлалии (XII век). Исторический памятник с 1979 года[4]

## Фотогалерея

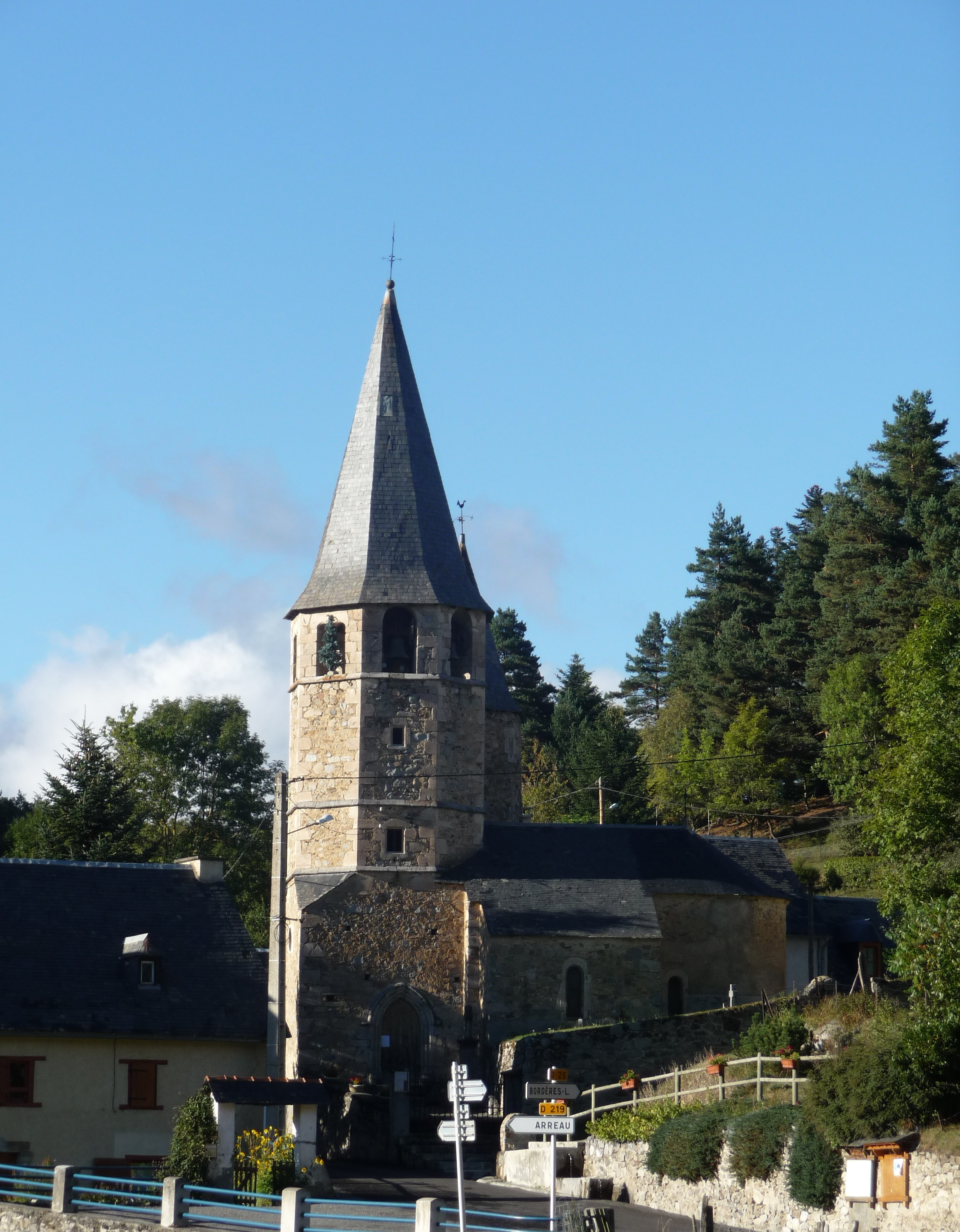
Церковь Св. Евлалии
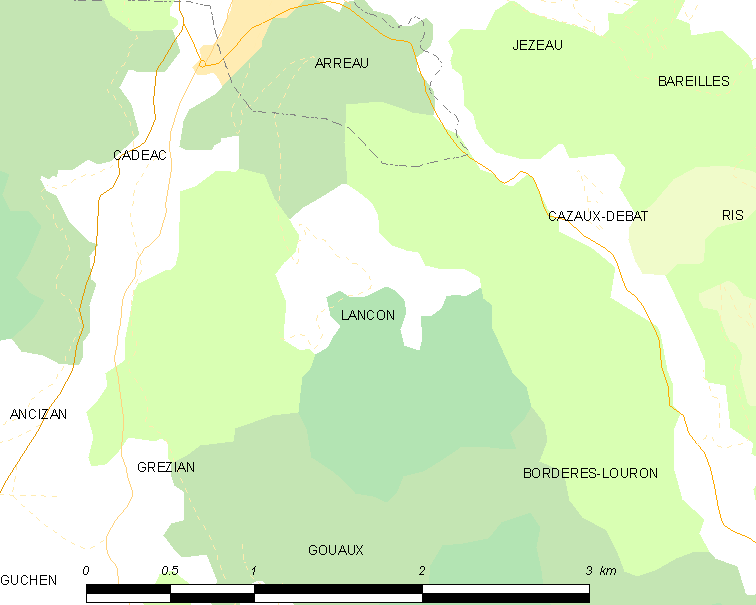
Карта коммуны